# Venezillo moneaguensis
Venezillo moneaguensis är en kräftdjursart som först beskrevs av Van Name 1936.  Venezillo moneaguensis ingår i släktet Venezillo och familjen Armadillidae. Inga underarter finns listade i Catalogue of Life.